# 劉定之
劉定之（1409年—1469年），字主靜，號呆齋，江西永新縣人，明朝政治人物，正統丙辰探花，成化初年累官至禮部左侍郎兼翰林院學士。

## 生平
劉定之自幼聰穎，由其父授其讀書。宣德十年（1435年）乙卯科江西鄉試第二十五名舉人，正統元年（1436年）會試高中第一名（會元），殿試一甲第三名進士及第（探花），授翰林院編修。正统十三年（1448年）因其弟劉寅之與同鄉相奸，牽連到劉定之，下獄后得冤。之後，晋升為翰林院侍講。
景泰三年（1452年）升為洗馬，并勸服明代宗接受也先使者乞遣報使。之後，再遷右庶子。天順元年（1457年）調通政使司左參議，仍兼侍講。之後進翰林學士。明憲宗時，進太常寺少卿，兼侍讀學士，負責經筵。成化二年（1466年）十二月，入直文淵閣，進工部右侍郎，兼翰林學士。成化四年（1468年）進禮部左侍郎。次年卒於官，朝廷追贈禮部尚書，謚文安。

## 軼事
兵部尚書陳汝言，在退朝後遇到劉定之，便跟他開玩笑的說：“你上班的地方在洗馬所，一天得洗幾匹馬？”劉定之回說：“廄馬我都洗，惟獨大司馬洗不得”在場的人聽到無不捧腹大笑。
又有一次上朝時，遇到兵部右侍郎王偉。王偉開玩笑說：“太僕寺的馬多，洗馬須一匹一匹的洗。”劉定之笑說：“何止太僕寺的馬，各位司馬如果髒了，我也要洗一洗。”。

## 著作
著有《呆齋集》45卷、《易經圖釋》12卷、《宋史論》3卷、《否泰錄》1卷、《六安策略》10卷等。
《雙槐歲鈔》載其詠英宗南苑狩獵詩：
聖明天子中興年，大閱軍容故卜畋。
射雁得書卑漢武，貫魚人詠邁周宣。
追風玉勒從晨出，吹月金笳及暮旋。
有獲應為王者佐，屬車命載着先鞭。

## 家族
曾祖父劉溪所、祖劉元傑、父劉髦，戊子贡士；母楊氏，生母劉氏。具慶下。弟劉寅之、劉安之。
子劉稼。

## 延伸阅读
[在维基数据编辑]
 在维基文库阅读此作者作品
 《國朝獻徵錄·卷之十三》，出自焦竑《國朝獻徵錄》
 《明史卷一百七十六》，出自《明史》

## 外部連結
- 劉定之 北京市東城區圖書館